# هو تشنغ يان
هو تشنغ يان (و. 1584 – 1674 م) هو رسام، وسياسي، وخطاط من سلالة مينغ الحاكمة، وسلالة تشينغ الحاكمة، ولد في Xiuning County ‏، توفي في نانجينغ، عن عمر يناهز 90 عاماً.